# فوجیوارا نو ایشی (امپراتریس)
فوجیوارا نو ایشی ((به ژاپنی: 藤原威子 Fujiwara no Ishi); ۱ ژانویهٔ ۱۰۰۰ – ۱ ژانویهٔ ۱۰۳۶) امپراتریس (کوگو)، همسر شصت و هشتمین امپراتور ژاپن، امپراتور گو-ایچیجو و سومین دختر فوجیوارا نو میچیناگا اهل ژاپن بود.
در عمارت، او توسط برادر بزرگترش، فوجیوارا نو یوریمیچی، آموزش دید تا ملکه شود.